# Piper PA-32 Cherokee Six
A Piper PA-32 Cherokee Six egyhajtóműves, rögzített futóműves, könnyű repülőgép sorozat, amit az Egyesült Államokban gyártott a Piper Aircraft 1965 és 2007 között.

## Fejlesztés
A PA-32 sorozatot úgy fejlesztették ki, hogy megfeleljen nagyobb repülőgépek követelményeinek, mint a négyüléses Piper PA-28 Cherokee-nál. Az első prototípus első repülését 1963. december 6-án hajtotta végre, a típust 1964. októberében hivatalosan, és a Szövetségi Légügyi Hivatal (FAA) repülőgép-tanúsítványával 1965. március 4-én jelentették be. Az első sorozatgyártású repülőgép a 260 lóerős (190kW) PA-32-260 Cherokee Six volt, a PA-28 Cherokee jelentősen módosított hatüléses (vagy éppen hétüléses) fejlesztése.
| - 1966-os modell Piper PA-32-260 Cherokee Six |

A Cherokee Six és utódai jellemzően poggyásztérrel rendelkeznek az orr részben, a pilótafülke és a motortér között, valamint egy nagy dupla ajtóval hátul, az utasok és a rakomány könnyű berakodása érdekében.

### PA-32-300
1966. május 27-én a Piper megszerezte az FAA tanúsítványt egy 300 lóerős (220kW) változatra, amelyet PA-32-300-nak neveztek el, ez volt az 1967-es modell.
| - Piper PA-32-300 |

### PA-32R
A behúzható futómű 1975-ös kiegészítése a PA-32R sorozat első darabját, a Piper Lance-t eredményezte. Ez volt a legkorábbi repülőgépe Piper Saratoga családnak, a Piper luxus, nagy teljesítményű egysoros repülőgép.
A Piper trapéz szárnyakra való átállása a Cherokee sorozathoz is új szárnyat eredményezett a PA-32 sorozathoz. A Cherokee Six trapéz szárnyú változata a Saratoga nevet kapta, ami 1980-ban debütált.

### Piper 6X
Az 1994-es általános repülési revitalizációs törvényt követően 1995-ben újraindul a behúzható futóműves Saratoga gyártása. A rögzített futóműves PA-32-t 2003-ban Piper 6X és turbocharged 6XT néven vezették be újra. A 6X és a 6XT modellek értékesítése nem váltotta be a hozzá fűzött reményeket, ezért a gyártása 2007. végén leállt.

### PA-34 prototípus
A Piper épített egy szárnyakra szerelt IO-360 motorral rendelkező PA-32-260 prototípust. A trimotoros repülőgép a a Cherokee Six kétmotoros behúzható futóműves változatának, a PA-34 Seneca-nak volt a bevált repülőgépe.

#### Típusok
·      PA-32-250 Cherokee Six
Prototípusa 250hp Lycoming O-540 motorral, 2 gyártott darab.
·      PA-32-260 Cherokee Six
Gyártási változat 260hp Lycoming O-540-E4B5 motorral.
·      PA-32-260 Cherokee Six B
1969-es modell megnövelt kabin térrel.
·      PA-32-260 Cherokee Six C
1970-es modell kisebb változtatásokkal.
·      PA-32-260 Cherokee Six D
1971-es modell kisebb változtatásokkal.
·      PA-32-260 Cherokee Six E
1972-es modell belső és műszerfal cserékkel.
·      PA-32-300 Cherokee Six
Változat 300hp Lycoming IO-540-K1A5 motorral, átnevezve Piper Six 300-nak 1979. után.
·      PA-32-300 Cherokee Six B
1969-es modell műszerfal cserével, motor csere IO-540-K1G5-ra.
·      PA-32-300 Cherokee Six C
1970-es modell.
·      PA-32-300 Cherokee Six D
1971-es modell.
·      PA-32-300 Cherokee Six E
1972-es modell.
·      PA-32-300LD
Kísérleti, alacsony légellenállású változat a megnövelt üzemanyag-hatékonyság érdekében, 1 gyártott darab.
·      PA-32S-300
Kis számban készült.
·      PA-32-301 Saratoga
Az 1980-as gép változata 300hp Lycoming IO-540-K1G5 motorral.
·      PA-32-301T Turbo Saratoga
Saratoga turbocharged Lycoming TIO-540-S1AD motorral és átdolgozott burkolattal.
·      PA-32-3M
PA-32 prototípus 3 hajtóműves repülőgépként átalakítva, két 115 lóerős Lycoming O-235 hajtóművel a szárnyakra szerelve, a PA-34 Seneca fejlesztése érdekében.
·      Embraer EMB-720C Minuano
PA-32-300 Cherokee Six brazil engedéllyel rendelkező változata.
·      Embraer EMB-720D Minuano
PA-32-301 Saratoga rögzített futóművel és brazil engedéllyel rendelkező változata. Az Embraer és leányvállalata, az Indústria Aeronáutica Neiva gyártja.
·      Embraer EMB-721C Sertanejo
PA-32R-301 Lance brazil engedéllyel rendelkező változata.
·      Embraer EMB-721D Sertanejo
PA-32R-301 Saratoga behúzható hajtóművű brazil engedéllyel rendelkező változata. Az Embraer és leányvállalata, az Indústria Aeronáutica Neiva gyártja.

## Műszaki adatok (1972-es modell PA-32-300)

### Általános jellemzők
·      Kezelő személyzet: 1 fő
·      Befogadó képesség: 5 utas (vagy 6 alternatív üléssel)
·      Repülőgép hossza: 8,4 méter (27 ft)
·      Szárnyfesztáv: 10 méter (32 ft 10 in)
·      Repülőgép szélessége: 2,4 méter (7 ft 11 in)
·      Szárny területe: 16,5  (174,5 sq ft)
·      Szárnyprofil: NACA 65-415
·      Tömeg (üresen): 811 kg (1788 lb)
·      Teljes tömeg: 1542 kg (3400 lb)
·      Hajtómű: Lycoming IO-540-K1A5 piston, flat six, 300 hp (225 kW)

### Teljesítmény
·      Maximum sebesség: 280 km/h, 151 kts (174 mph)
·      Utazó sebesség: 272 km/h, 146 kts (168 mph)
·      Hatótáv: 1361 km, 730 NM (840 M)
·      Csúcsmagasság: 4950 m (16250 ft)
·      Emelkedési sebesség: 5,3 m/s (1050 ft/min)

## Fordítás
Ez a szócikk részben vagy egészben  a   Piper_PA-32_Cherokee_Six című angol Wikipédia-szócikk ezen változatának fordításán alapul.  Az eredeti cikk szerkesztőit annak laptörténete sorolja fel. Ez a jelzés csupán a megfogalmazás eredetét és a szerzői jogokat jelzi, nem szolgál a cikkben szereplő információk forrásmegjelöléseként.